# Annunitum
Annunitum è l'epiteto accadico con cui venne designata la dea sumera Inanna nella sua caratterizzazione guerresca. Inanna-annunitum significa “Inanna è un combattimento”.
L'epiteto compare per la prima volte in testi risalenti circa al 2250 a.C. Il tempio principale di Annunitum si trovava a Sippar-Amnanum, la città gemella di Sippar, posta sull'altra sponda dell'Eufrate.
Successivamente l'epiteto diventò il nome di una divinità autonoma.